# Jérôme Savary
Jérôme Savary (* 27. Juni 1942 in Buenos Aires; † 4. März 2013 in Levallois-Perret, Département Hauts-de-Seine) war ein französischer Regisseur, Theater- und Opernintendant, Schauspieler und Autor.

## Leben
Jérôme Jean Savary wurde als Sohn eines Schriftstellers geboren; seine Mutter war eine Tochter des New Yorker Politikers Frank W. Higgins. 1947 übersiedelte seine Mutter in die Ardèche, wo er mit seinen zwei Brüdern aufwuchs und in Le Chambon-sur-Lignon das Collège Cévenol besuchte. In Paris studierte er Musik bei Maurice Martenot und später an der École Nationale Supérieure des Arts décoratifs.
Mit 19 ging er nach New York, wo er als Jazzmusiker (Trompete) lebte und Lenny Bruce, Jack Kerouac, Allen Ginsberg, Count Basie und Thelonious Monk kennenlernte.
Nachdem er in Argentinien seinen Militärdienst abgeleistet hatte, kehrte er nach Paris zurück. Er befreundete sich mit Fernando Arrabal oder Copi, für den er als Comicstrip-Zeichner arbeitete, schrieb Fotoromane und war Chauffeur, u. a. der Witwe von Charlie Parker.
Nach ersten Regiearbeiten an Theatern in Argentinien und Frankreich gründete Savary 1965 in Paris die Compagnie Jérôme Savary, aus der sich Le Grand Magic Circus und schließlich Le Grand Magic Circus et ses animaux Tristes entwickelte. Mit seiner überwiegend aus Laiendarstellern bestehenden Theatertruppe, bei deren Aufführungen er selbst oft als Conférencier mitwirkte, wurde Savary auch international bekannt.
Von 1982 bis 1986 leitete Savary das Centre Dramatique National du Languedoc-Roussillon, anschließend bis 1988 das Carrefour Européen du Théâtre du 8e à Lyon. Von 1988 bis 2000 war er Direktor des Théâtre national de Chaillot und danach bis 2007 Intendant der Pariser Opéra-Comique.
Seine Inszenierung von Cabaret gewann 1987 den „Moliere“. Die Bandbreite seiner Regiearbeiten war sehr weit und umfasste Schauspiel, Oper, Operette und Musical; von Molières Bürger als Edelmann über Verdis Rigoletto, Offenbachs La Périchole und Lehárs Lustiger Witwe bis zu Monnots Musical Irma la Douce. In der Folge inszenierte Savary ständig in Deutschland, Österreich (etwa bei den Bregenzer Festspielen) und Frankreich Schauspiele, Operetten, Musicals, Opern und war als Gast an den Opernhäusern von San Francisco, Washington, Shanghai, Tokio, Rom und Madrid tätig. Savary brachte oft bis zu acht Produktionen im Jahr heraus, insgesamt waren es mehr als 300. 1990 inszenierte er auch die Revue Holiday on Ice in der Olympiahalle München.
Zuletzt hatte Savary für sich und seine Theater- und Musikertruppe La Boîte à Rêves eine neue Heimstätte in einer ehemaligen Franziskanerabtei im südwestfranzösischen Béziers gefunden und unternahm von dort aus Tourneen als freier Regisseur und Produzent.
In den Koproduktionen des Landestheaters Niederösterreich mit der Bühne Baden inszenierte Savary 2010 bis 2012 in der Sommerarena in Baden bei Wien drei Werke von Ferdinand Raimund: 2010 Der Alpenkönig und der Menschenfeind, 2011 Der Verschwender und 2012 Der Bauer als Millionär.
Jérôme Savary starb 2013 in Levallois-Perret und fand auf dem Friedhof Père-Lachaise (Div. 87) seine letzte Ruhestätte.

## Auszeichnungen
- 1987 Theaterpreis Molière
- 1996 Ritter der Ehrenlegion
- Ritter des Ordre des Arts et des Lettres
- Médaille de la Ville de Paris

## Schaffen (Auswahl)

### Autor
- Habana blues. Roman. Éditions Grasset, Paris 2000
Liebe und Tod in Havanna. Aus dem Französischen von Brigitte Lindecke. Ullstein, Berlin 2007, ISBN 978-3-548-60717-7 (List-Taschenbuch 60717).

### Schauspieler
- 1965: König Ubu von Alfred Jarry. Regie: Victor Garcia, Théâtre Récamier

### Regisseur
- 1971: Chroniques coloniales ou les aventures de Zartan, frère mal aimé de Tarzan, Théâtre de la Cité internationale
- 1972: Robinson Crusoë
- 1973: Cendrillon et la lutte des classes
- 1973: De Moïse à Mao, Théâtre National de Strasbourg
- 1974: Good bye Mr. Freud von Copi und Jérôme Savary
- 1976: Les Grands Sentiments von Jérôme Savary, Théâtre de l’Est Parisien
- 1977: Leonce und Lena von Georg Büchner, Schauspielhaus Hamburg
- 1977: Die Zigeunerin nach Grimmelshausen
- 1978: Argentine aller-retour von Copi
- 1978: La Vie parisienne von Jacques Offenbach, Oper Frankfurt
- 1978: Reise um die Erde in 80 Tagen nach Jules Verne, Schauspielhaus Hamburg
- 1978: Les Mille et une nuits von Jérôme Savary
- 1979: Die Reise zum Mond von Jacques Offenbach, Komische Oper Berlin
- 1979: Jeder stirbt für sich allein von Hans Fallada, Regie zusammen mit Peter Zadek, Schillertheater (Berlin)
- 1979: Leonce und Lena, Deutsches Schauspielhaus Hamburg
- 1980: Dommage qu’elle soit une putain von John Ford, Schauspielhaus Bonn
- 1981: Le Bourgeois gentilhomme von Molière, Théâtre de l’Est Parisien
- 1981: Les Mélodies du malheur
- 1981: Das Geheimnis der 11 000 Jungfrauen, Festival Theater der Welt, Köln
- 1981: Noël au front von Helmut Ruge, Théâtre National de Strasbourg
- 1981: Superdupont ze Show von Marcel Gotlib und Jérôme Savary, mit Alice Sapritch
- 1982: L’Histoire du soldat von Igor Strawinsky, Teatro alla Scala Mailand
- 1982: La Périchole von Jacques Offenbach, Grand Théâtre de Genève
- 1982: La Veuve joyeuse von Franz Lehár, Grand Théâtre de Genève
- 1983: Anacréaon von Luigi Cherubini, Teatro alla Scala Mailand
- 1983: La Belle Hélène von Jacques Offenbach, Opéra-Comique Paris
- 1983: Cyrano de Bergerac von Edmond Rostand, mit Jacques Weber, Théâtre Mogador
- 1983: Histoire du cochon qui voulait maigrir nach Colin Mac Naughton, Théâtre Mogador
Vom dicken Schwein das dünn werden wollte. Kinderstück nach einer Erzählung von Colin McNaughton in der deutschen Übersetzung von Michael Kunze und den Songtexten von Jérôme Savary, Burgtheater 1984
- 1984: Bye bye show biz von Jérôme Savary, Teatro Carlo Goldoni Venedig
- 1984: La Vie parisienne von Jacques Offenbach, Opéra Comédie Montpellier
- 1985: La Femme du boulanger von Marcel Pagnol, mit Michel Galabru, Théâtre Mogador
- 1985: Les Aventures inédites du cochon en Amazonie nach Colin Mac Naughton, Théâtre Mogador
- 1985: Die Zauberflöte von Wolfgang Amadeus Mozart, Bregenzer Festspiele; Wiederholung 1986
- 1986: Le Barbier de Séville von Gioacchino Rossini
- 1986: Don Juan-tango von Quim Monzo und Jérôme Savary, Théâtre du 8e de Lyon
- 1986: Der Bürger als Edelmann von Moliere, Deutsches Schauspielhaus Hamburg, mit Heinz Schubert
- 1986: Le voyage dans la lune von Jacques Offenbach, Grand Théâtre de Genève
- 1986: Cabaret mit Ute Lemper, Théâtre du 8e de Lyon, Théâtre Mogador
- 1987: Le comte Ory von Gioacchino Rossini, Théâtre du 8e de Lyon
- 1987: L’Italienne à Alger von Gioacchino Rossini
- 1987: Le Bal des cocus von Jérôme Savary, Théâtre du 8e de Lyon
- 1987: Hoffmanns Erzählungen von Jacques Offenbach, Bregenzer Festspiele auch 1988
- 1988: D’Artagnan de Jean-Loup Dabadie nach Alexandre Dumas d. Ä., Théâtre National de Chaillot
- 1989: D’Artagnan und die drei Musketiere, Schillertheater (Berlin)
- 1990: Le Songe d’une nuit d’été von William Shakespeare, Festival d’Avignon
- 1990: La Légende de Jimmy von Michel Berger und Luc Plamandon, Théâtre Mogador
- 1991: Carmen von Georges Bizet, Bregenzer Festspiele; Wiederholung 1992
- 1993: Der blaue Engel, Theater des Westens in Berlin, mit Ute Lemper als Lola
- 1994: La Résistible Ascension d’Arturo Ui von Bertolt Brecht, Théâtre National de Chaillot
- 1994: Chantecler von Edmond Rostand, Théâtre National de Chaillot
- 1995: Cabaret, Wiederaufnahme
- 1995: Mère Courage et ses enfants von Bertolt Brecht, Théâtre National de Chaillot
- 1996: Nina Stromboli ou le démon de midi, Théâtre National de Chaillot
- 1996: Rigoletto von Giuseppe Verdi, Opéra Bastille
- 1996: Le Bourgeois gentilhomme von Molière, mit Catherine Jacob, Théâtre National de Chaillot
- 1997: Cyrano de Bergerac d’Edmond Rostand, Théâtre National de Chaillot
- 1997: Dommage qu’elle soit une putain von John Ford, Théâtre National de Chaillot
- 1997: Dérapage nach Arthur Miller, Théâtre de Paris
- 1997: Y’a d’la joie !… et d’l’amour mit der Musik von Charles Trenet, Théâtre National de Chaillot
- 1998: El burgués tropical nach Molière, Théâtre National de Chaillot
- 1999: L’Avare von Molière, Théâtre National de Chaillot
- 1999: La Périchole, la chanteuse et le dictateur von Jacques Offenbach, Théâtre National de Chaillot, danach an der Opéra-Comique
- 2000: Les Contes d’Hoffmann von Jacques Offenbach, Chorégies d’Orange
- 2000: Irma la douce, von Alexandre Breffort, Musik Marguerite Monnot, Théâtre National de Chaillot, danach an der Opéra-Comique
- 2001: La Cenerentola von Gioacchino Rossini, Opéra de Paris
- 2001: La Vie parisienne von Jacques Offenbach, Opéra-Comique
- 2001: Mistinguett, la dernière revue von Franklin Le Naour und Jérôme Savary, Opéra-Comique
- 2003: Zazou, une histoire d’amour sous l’Occupation, Opéra-Comique
- 2003: La Belle et la toute petite bête, Opéra-Comique
- 2004: Les Contes d’Hoffmann von Jacques Offenbach, Palais omnisports de Paris-Bercy
- 2004: Carmen von Georges Bizet, Chorégies d’Orange
- 2005: La Vie d’artiste racontée à ma fille von Jérôme Savary, Opéra-Comique
- 2005: La Veuve joyeuse von Franz Lehár, Opéra-Comique
Semperoper 2007
- 2006: Rigoletto von Giuseppe Verdi, Opéra de Paris
- 2006: Le Barbier de Séville von Gioacchino Rossini, Opéra-Comique
- 2006: Demain la Belle von Bernard Thomassin, Opéra-Comique
- 2006: Looking for (à la recherche de) Joséphine, Opéra-Comique
Josephine, Etablissement Ronacher Wien, 2009
- 2008: Don Quichotte contre l’Ange bleu, mit Arielle Dombasle, Théâtre de Paris
- 2008: Une trompinette au paradis nach Boris Vian, Théâtre municipal de Béziers
- 2010: Paris Frou-Frou, Théâtre Déjazet
- 2010: Der Alpenkönig und der Menschenfeind, Sommerarena, Baden bei Wien – Koproduktion mit dem Landestheater Niederösterreich
- 2011: Der Verschwender von Ferdinand Raimund, Sommerarena, Baden bei Wien – Koproduktion mit dem Landestheater Niederösterreich
- 2012: Der Bauer als Millionär von Ferdinand Raimund, Sommerarena, Baden bei Wien – Koproduktion mit dem Landestheater Niederösterreich

sowie zahlreiche Arbeiten, oftmals Adaptionen seiner Bühnenfassungen, als Film- und Fernsehregisseur.